# Tärna församling, Luleå stift
Tärna församling är en församling i Södra Lapplands kontrakt i Luleå stift. Församlingen ligger i Storumans kommun i Västerbottens län. Församlingen utgör ett eget pastorat.

## Administrativ historik
I området kring Tärnaby hade det funnits ett litet kapell sedan 1762, men församlingen bildades först 1853 som kapellförsamling som utbrytning ur Stensele församling. Församlingen var till 1 maj 1903 kapellförsamling i Stensele pastorat. Från 1 maj 1903 utgör församlingen ett eget pastorat.

## Kyrkor
- Tärna kyrka
- Hemavan kyrkan
- Vila kapell
- Voijtjajaure kapell
- Gamla kyrknäsets kapell
- Skalmodal kapell

## Kyrkoherdar
| 1904-1930          | Johannes Naeselius                        | 1864– |  |
| 1931-1944          | August Valentin Nilson                    |       |  |
| 1944-1966          | Emanuel Oddmar                            | 1902– |  |
| 1966-1972          | Olof Erkers                               |       |  |
| 1972-tidigast 1981 | Ylwa Birgitta Eriksson (född: Gustafsson) |       |  |